# Interactive Ruby
Pour les articles homonymes, voir IRB.

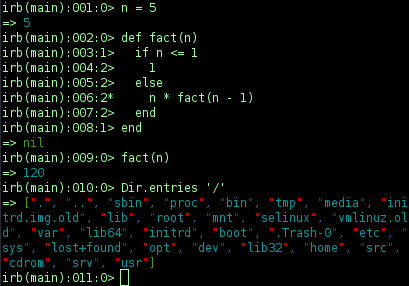
Exemple de code shell visualisé sur Interactive Ruby.

Interactive RuBy ou irb est un interpréteur de commandes qui permet d'exécuter des commandes Ruby de manière interactive.
Il peut être utilisé pour tester le langage.
Il est fourni avec la version officielle de Ruby.
Une version existe également sur le Web.

## Exemple d'utilisation
```
irb(main):001:0> n = 5
=> 5
irb(main):002:0> def fact(n)
irb(main):003:1>   if n <= 1
irb(main):004:2>     1
irb(main):005:2>   else
irb(main):006:2*     n * fact(n - 1)
irb(main):007:2>   end
irb(main):008:1> end
=> nil
irb(main):009:0> fact(n)
=> 120
```